# Kryterium Quebecu
Kryterium Quebecu (Critérium du Québec znany także jako Rajd Kanady) – rajd samochodowy, organizowany w Quebecu w Kanadzie. W latach 1977 - 1979 organizowany jako jedna z eliminacji Rajdowych mistrzostw świata. 

## Zwycięzcy[1]
| Rok  | Rajd                          | Kierowca          | Pilot                     | Samochód                   | Seria  |
| ---- | ----------------------------- | ----------------- | ------------------------- | -------------------------- | ------ |
| 1973 | 1. Critérium du Québec        | Walter Boyce      |                           | Toyota Corolla Levin TE 27 | Canada |
| 1974 | 2. Critérium du Québec        | Jean-Paul Pérusse | John Bellefleur           | Fiat 124 Abarth Rallye     | Canada |
| 1975 | 3. Critérium du Québec        | John Buffum       | Victoria Dykema-Gauntlett | Porsche 911 Carrera        | Canada |
| 1976 | 4. Critérium Molson du Québec | Taisto Heinonen   | Tom Burgess               | Renault 17 Gordini         | Canada |
| 1976 | 5. Critérium Molson du Québec | Timo Salonen      | Jaakko Markkula           | Fiat 131 Abarth            | WRC    |
| 1978 | 6. Critérium Molson du Québec | Walter Röhrl      | Christian Geistdörfer     | Fiat 131 Abarth            | WRC    |
| 1979 | 7. Critérium Molson du Québec | Björn Waldegård   | Hans Thorszelius          | Ford Escort RS1800         | WRC    |
| 1980 | 8. Critérium Molson du Québec |                   |                           |                            |        |